# ویکتور واتزکز (بازیکن فوتبال، زاده ۱۹۸۷)
ویکتور واتزکز (انگلیسی: Víctor Vázquez؛ زادهٔ ۲۰ ژانویهٔ ۱۹۸۷) بازیکن فوتبال اهل اسپانیا است.
از باشگاه‌هایی که در آن بازی کرده‌است می‌توان به باشگاه ورزشی العربی قطر، باشگاه فوتبال بارسلونا سی، باشگاه فوتبال اوپن، باشگاه فوتبال تورنتو، باشگاه فوتبال بارسلونا بی، باشگاه فوتبال کلوب بروژ، باشگاه ورزشی ام صلال، باشگاه فوتبال بارسلونا، و باشگاه فوتبال کروز آزول اشاره کرد.
وی همچنین در تیم ملی فوتبال زیر ۱۶ سال اسپانیا بازی کرده‌است.